# Polybromované bifenyly

Struktura

Polybromované bifenyly (PBB) jsou skupinou bromovaných organických chemických látek, jejichž použití v elektrických a elektronických zařízeních je pro jejich nebezpečné vlastnosti regulováno evropskou direktivou RoHS (Restriction of the use of Hazardeous Substances), která vstoupila v platnost 1. července 2006.
Svou strukturou a vlastnostmi jsou podobné polychlorovaným bifenylům (PCB), které pro své nebezpečné vlastnosti byly celosvětově zakázány Stockholmskou úmluvou o persistentních organických polutantech.
 V květnu 2009 bylo v Ženevě na 4. konferenci smluvních stran Stockholmské úmluvy rozhodnuto o zařazení hexabromobifenylu (HBB) na černou listinu úmluvy o perzistentních organických látkách.